# 단바사사야마시
단바사사야마시(일본어: 丹波篠山市)는 일본 효고현 중동부에 있는 시이다. 1999년 4월 1일에 옛 다키군 사사야마정, 이마다정, 단난정, 니시키정 등 4개 정이 합병해 시가 되었다.

## 지리
효고현 중동부에 위치하고 동서 30km, 남북 20km로 약간 장방형이다. 면적은 377.61km2로 현내 8위, 효고현 면적의 약 4.5%를 차지하고 있다. 지목별로 보면 농지 48.8km2, 택지 8.36km2, 산림 207.63km2로 이루어져 자연 환경이 풍부한 지역이다. 예로부터 교토로의 교통 요지로 번창해 온 역사가 있고 마치나미 축제 등 교토 문화의 영향을 현저하게 남기고 있다.
기후는 분지 특유의 연교차가 뚜렷하고 겨울의 추위는 비교적 심하며 여름은 고온·고습인 대륙성 기후에 속한다. 산업은 농업, 관광업이 중심이지만 고령화의 영향으로 다른 지역과 마찬가지로 농업의 쇠퇴가 현저하고 산업 구조 전환을 요구받고 있다. 현재는 관광과 농업을 조합한 관광 농업(그린 투어리즘의 종류)과 연교차를 살린 농업 특산물 생산으로 전환하고 있다. 또 가을부터 겨울까지는 분지 특유의 진한 안개가 발생하는 날이 많아 낮은 산에서도 볼 수 있는 안개는 "단바 안개"라고도 불려 명물로 되어 있다.
접근 면에 있어서는 시내 서부를 종관하는 JR 후쿠치야마선(다카라즈카선)의 복선화, 마이즈루와카사 자동차도의 개통으로 오사카나 한신칸에서의 접근성은 좋아지고 있어 다카라즈카, 이타미는 편도 40~50분, 오사카는 1시간 정도의 통근권이 되고 있다. 그러므로 경제적으로는 마이즈루나 후쿠치야마를 거점으로 하는 기타킨키 경제권보다는 오사카 경제권에 포함된다고 보는 것이 좋다. 그러나 인구는 최근 몇 년간 감소 경향에 있고 지가의 하락도 현저하다.

## 역사
1999년 3월 31일까지 효고현 다키군에는 사사야마정, 이마다정, 단난정, 니시키정 등 4개 정이 있었다. 사사야마 분지를 중심으로 하는 다키군은 근세에는 시노야마번의 지배를 받고 있었다. 사사야마정은 시노야마번의 조카마치(성시)로 근세 이래 다키군의 중심으로 발전해 왔지만 이 사사야마정을 중심으로 한 다키군 4정은 비교적 통합된 지역이었다.
1999년 4월 1일에 다키군의 4개 정이 합병해 사사야마시가 탄생하였다. 이후 2018년 11월 18일에 실시된 주민투표(투표율 69.79%)에서 도시 이름을 단바사사야마시로 변경하는 안건이 찬성 13,646표(득표율 56.5%), 반대 10,518표(득표율 43.5%)를 기록하면서 가결되었고 2019년 5월 1일에 단바사사야마시로 이름을 변경했다. 단바사사야마라는 이름은 이곳에 있던 일본의 옛 율령국인 단바국에서 유래한 이름이다.

## 교통

### 철도
- 서일본 여객철도 후쿠치야마선

### 도로
- 마이즈루와카사 자동차도(일본어판)
- 국도 제173호선 (일본)(일본어판)
- 국도 제176호선 (일본)(일본어판)
- 국도 제372호선 (일본)(일본어판)

## 인구
| 연도 | 인구   | ±%     |
| ---- | ------ | ------ |
| 1920 | 49,523 | —      |
| 1930 | 49,969 | +0.9%  |
| 1940 | 46,814 | −6.3%  |
| 1950 | 57,083 | +21.9% |
| 1960 | 51,611 | −9.6%  |
| 1970 | 43,428 | −15.9% |
| 1980 | 41,675 | −4.0%  |
| 1990 | 41,802 | +0.3%  |
| 2000 | 46,325 | +10.8% |
| 2010 | 43,268 | −6.6%  |